# Regione della Valle del Bandama
La regione della Valle del Bandama (in francese: Vallée du Bandama) era una delle 19 regioni della Costa d'Avorio. Prendeva il nome dal fiume Bandama. Si suddivideva in cinque dipartimenti: Béoumi, Bouaké, Dabakala, Katiola e Sakassou.
È stata soppressa nel 2011, quando è stato istituito il distretto della Valle del Bandama.